# كيسي مور (لاعب كرة قدم أمريكية)
كيسي مور (بالإنجليزية: Casey Moore)‏ هو لاعب كرة قدم أمريكية أمريكي، ولد في 26 يوليو 1980 في لارغو في الولايات المتحدة.